# Hymenocallis jaliscensis
Hymenocallis jaliscensis är en amaryllisväxtart som beskrevs av Marcus Eugene Jones. Hymenocallis jaliscensis ingår i släktet Hymenocallis och familjen amaryllisväxter. Inga underarter finns listade i Catalogue of Life.